# بيتو أدولف تشيمانغا
بيتو أدولف تشيمانغا (من مواليد 21 يونيو 1980)، المعروف باسم بيتو، هو لاعب كرة قدم كونغولي سابق.

## وصلات خارجية
- بيتو أدولف تشيمانغا على فرق كرة القدم الوطنية.كوم